# Директива 2015/849/ЕС
Директива 2015/849/ЕС, официальное название Директива Европейского Парламента и Совета Европейского Союза 2015/849 от 20 мая 2015 г. "о предотвращении использования финансовой системы для целей отмывания денег или финансирования терроризма, об изменении Регламента (ЕС) 648/2012 Европейского Парламента и Совета ЕС и об отмене Директивы 2005/60/EC Европейского Парламента и Совета ЕС и Директивы 2006/70/EC Европейской Комиссии" (англ. Directive (EU) 2015/849 of the European Parliament and of the Council of 20 May 2015 on the prevention of the use of the financial system for the purposes of money laundering or terrorist financing, amending Regulation (EU) No 648/2012 of the European Parliament and of the Council, and repealing Directive 2005/60/EC of the European Parliament and of the Council and Commission Directive 2006/70/EC (Text with EEA relevance)) — нормативный акт, который регулирует порядок предотвращения использования финансовой системы Европейского Союза в целях отмывания денег и финансирования терроризма. Документ был принят 20 мая 2015 года в Брюсселе Европарламентом и Советом Европейского союза и вступил в силу 25 июня 2015 года.

## История создания
Законодательство Европейского Союза относительно контроля за финансовой системой с целью предотвращения отмывания денег и финансирования терроризма претерпело за свою историю много изменений. Первым среди серии таких документов стала Директива 91/308/ЕЕС «О предотвращения использования финансовой системы в целях отмывания денег». В документе чётко были сформулированы такие понятия, как «отмывание денег», «обязанность идентификации клиентов» и т. п.".
Второй Директивой ЕС, которая значительно расширила круг учреждений за которыми осуществлялся контроль в целях противодействии отмывания денег, стала Директива 2001/97/EC от 2001 года. В отличие от предыдущей Директивы 91/308/ЕЕС, где отмывание денег подразумевалось лишь при торговле наркотиками, новый документ к преступлениям относил также мошенничество и нанесение ущерба бюджету ЕС. Не последнюю роль в принятии Директивы 2001/97/EC стало утверждение Конвенции ООН «Против транснациональной организованной преступности» от 2000 года.
Третьим документом, который ещё больше расширил полномочия и сферу действия правоохранительных органов при выявлении фактов отмывания денег в финансовой системе Европейского Союза, стала — Директива 2005/60/ЕС от 26 октября 2005 г. «О предотвращении использования финансовой системы для отмывания денежных средств и финансирования терроризма и мерах по её реализации».
Четвёртым и ныне действующим нормативным документом является Директива 2015/849/ЕС от 25 июня 2015 года. Принятие новой Директивы являлось важным шагом по предотвращению отмывания денег и финансирования терроризма не только на территории всех 28 государств-членов Европейского Союза, но и было направлено на сближение законодательств семи стран-кандидатов в Европейский Союз.

## Характеристика документа

### Структура
- Преамбула (Whereas, состоит из п[9]. 1-68);
- Глава I. Общие положения (Chapter I General provisions, состоит из ст. 1-9);
- Глава II. Меры по проверке клиентов (Chapter II Customer due diligence, состоит из ст. 10-29);
- Глава III. Информация о бенефициарном владении (Chapter III Beneficial ownership information, состоит из ст. 30, 31);
- Глава IV. Обязательства по предоставлению отчетности (Chapter IV Reporting obligations, состоит из ст. 32-39);
- Глава V. Защита данных, хранение документов и статистические данные (Chapter V Data protection, record-retention and statistical data, состоит из ст. 40-44);
- Глава VI. Стратегии, процедуры и надзор (Chapter VI Policies, procedures and supervision, состоит из ст. 45-62);
- Глава VII. Заключительные положения (Chapter VII Final provisions, состоит из ст. 63-69);
- Приложение I (ANNEX I);
- Приложение II (ANNEX II);
- Приложение III (ANNEX III);
- Приложение IV. Корреляционная таблица (ANNEX IV Correlation table)[10][11]

### Задачи
Среди задач Директивы 2015/849/ЕС можно выделить главными следующие: усиление требований к банкам, установление требований к прозрачности информации о бенефициарных владельцах компаний, упрощение процедур сотрудничества и обмена информацией между органами финансовой разведки государств-членов ЕС, выработка согласованной политики в отношении стран, не являющихся членами ЕС и усиление полномочий компетентных органов стран ЕС по применению соответствующих санкций.